# Domdidier

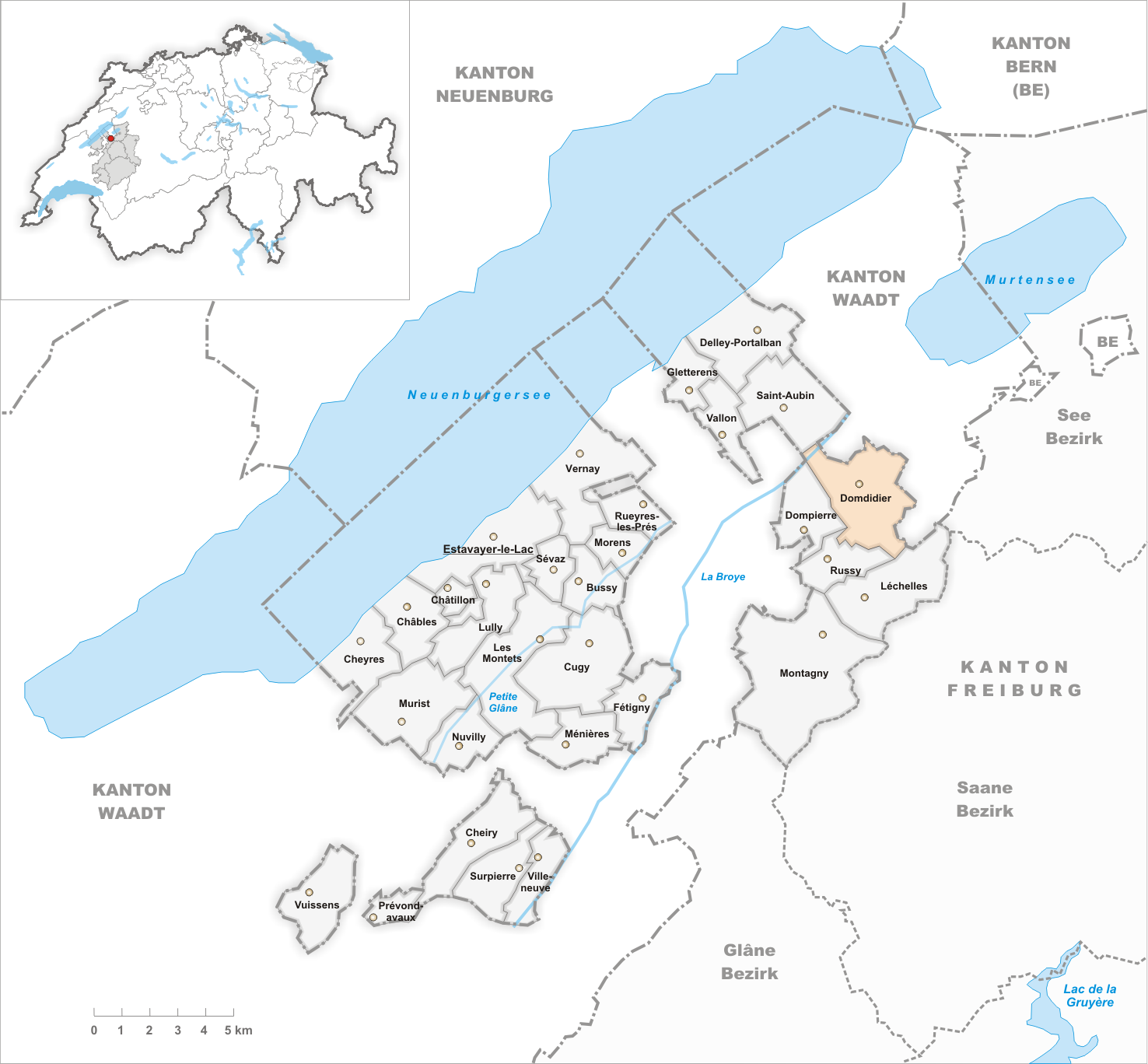
Gemeindestand vor der Fusion am 1. Januar 2016

Domdidier (Freiburger Patois Dondediⓘ) war bis am 31. Dezember 2015 eine politische Gemeinde im Distrikt Broye des Kantons Freiburg in der Schweiz. Am 1. Januar 2016 fusionierte sie mit den Gemeinden Dompierre (FR), Léchelles und Russy zur neuen Gemeinde Belmont-Broye.

## Geographie
Domdidier liegt auf 440 m ü. M., acht Kilometer nordöstlich von Payerne (Luftlinie). Das Dorf erstreckt sich am Südrand der Broyeebene und auf den angrenzenden sanft geneigten Hängen, am Fuss des Grand Belmont, im nordwestlichen Freiburger Mittelland.
Die Fläche des 9,0 km² grossen ehemaligen Gemeindegebiets umfasst einen Abschnitt der Broyeebene und des anschliessenden Molassehügellandes. Der nördliche ehemalige Gemeindeteil wird von der breiten Broyeebene eingenommen. Das Gebiet reicht über die kanalisierten Flussläufe von Ruisseau de la Bauma und Arbogne bis jenseits der Broye. Nach Süden erstreckt sich der ehemalige Gemeindeboden über den sanft geneigten Hang, der in verschiedene durch den eiszeitlichen Rhonegletscher geformte Hügel untergliedert ist, über die Waldhöhe von Chany bis in den ausgedehnten Wald des Grand Belmont, auf dem mit 660 m ü. M. der höchste Punkt von Domdidier erreicht wird. Dieser ehemalige Gemeindeteil wird durch den Ruisseau de Coppet zur Arbogne entwässert. Von der ehemaligen Gemeindefläche entfielen 1997 13 % auf Siedlungen, 15 % auf Wald und Gehölze, 71 % auf Landwirtschaft, und etwas weniger als 1 % war unproduktives Land.
Zu Domdidier gehören die Weiler Pra Gau (501 m ü. M.) im Tal des Ruisseau de Coppet, Eissy (542 m ü. M.) auf einem Geländevorsprung beim Waldhügel Chany und Granges-Rotey (590 m ü. M.) auf einem Hochplateau am Nordabhang des Grand Belmont sowie einige Einzelhöfe. Nachbargemeinden von Domdidier waren Léchelles, Russy, Dompierre und Saint-Aubin im Kanton Freiburg sowie Missy und Avenches im Kanton Waadt.

## Bevölkerung
Mit 3064 Einwohnern (Stand 31. Dezember 2015) gehörte Domdidier zu den mittelgrossen Gemeinden des Kantons Freiburg. Von den Bewohnern sind 86,3 % französischsprachig, 5,8 % deutschsprachig, und 3,1 % sprechen Portugiesisch (Stand 2000). Die Bevölkerungszahl von Domdidier belief sich 1850 auf 743 Einwohner, 1900 auf 847 Einwohner. Im Verlauf des 20. Jahrhunderts stieg die Bevölkerungszahl langsam an. Erst seit 1960 (1159 Einwohner) wurde ein rasches Bevölkerungswachstum verbunden mit einer Verdoppelung der Einwohnerzahl innerhalb von 40 Jahren verzeichnet.
Einwohnerzahlen: Volkszählungsdaten

## Wirtschaft
Domdidier war bis Mitte des 20. Jahrhunderts ein vorwiegend durch die Landwirtschaft geprägtes Dorf. Noch heute haben der Ackerbau und der Obstbau dank der fruchtbaren Böden in der Broyeebene sowie die Viehzucht einen gewissen Stellenwert in der Erwerbsstruktur der Bevölkerung.
Weitere Arbeitsplätze sind im lokalen Kleingewerbe und im Dienstleistungssektor vorhanden. Seit den 1960er-Jahren haben sich in Domdidier zahlreiche Betriebe niedergelassen. Eine grössere Gewerbe- und Industriezone entstand in der Broyeebene nördlich der Eisenbahnlinie. Heute sind in der ehemaligen Gemeinde Unternehmen der Elektrobranche (Wago Contact SA), der Nahrungsmittelindustrie, des Baugewerbes, der Telekommunikation, des Maschinenbaus und mechanische Werkstätten vertreten. In den letzten Jahrzehnten hat sich Domdidier auch zu einer Wohngemeinde entwickelt. Viele Erwerbstätige sind deshalb Wegpendler, die hauptsächlich in den Regionen Payerne und Freiburg arbeiten.

## Verkehr
Die ehemalige Gemeinde ist verkehrsmässig gut erschlossen. Sie liegt an der Hauptstrasse 1 von Bern via Payerne nach Lausanne, die vor der Eröffnung der Autobahn von Bern in die Westschweiz sehr stark frequentiert war. Der nächste Anschluss an die Autobahn A1 (Lausanne-Bern), die im Jahr 1997 eröffnet wurde und den nördlichen Gemeindeteil durchquert, befindet sich rund 2,5 km vom Ortskern entfernt.
Am 25. August 1876 wurde die Eisenbahnlinie von Murten nach Payerne mit einem Bahnhof in Domdidier in Betrieb genommen. Für die Feinverteilung im öffentlichen Verkehr sorgen Buslinien der Transports publics Fribourgeois, die von Domdidier aus nach Gletterens und nach Freiburg verkehren.

## Geschichte

Historisches Luftbild von Werner Friedli von 1964

Das Gemeindegebiet von Domdidier war schon sehr früh besiedelt, was durch die Funde eines römischen Gräberfeldes und von Fundamenten eines Mausoleums aus dem 1. und 2. Jahrhundert nach Christus belegt werden konnte. Damals führte die Römerstrasse von Aventicum (rund 4 km nordöstlich des heutigen Domdidier) nach Octodurum (Martigny) oder nach Eburodunum (Yverdon-les-Bains) durch das Gebiet.
Die erste urkundliche Erwähnung des Ortes erfolgte 1162 unter dem Namen Donno Desiderio. Später erschienen die Bezeichnungen Sanctus Desiderius (1228), Dundedier und Dognodiderio (1267). Der Ortsname geht auf das latinisierte Domnus Desiderius (Heiliger Desiderius/Didier) zurück.
Seit dem Mittelalter bildete Domdidier eine Herrschaft, die zunächst den Grafen von Neuenburg unterstand, 1267 an die Herren von Montagny und ab 1405 in den Einflussbereich der Grafen von Savoyen kam. Die Herrschaft Domdidier erlebte daraufhin zahlreiche Besitzerwechsel. Seit dem späten 14. Jahrhundert erhielten die Bürger von Domdidier gewisse Freiheiten, die später auch unter den neuen Herrschaften immer wieder erneuert wurden.
1478 gelangte das Dorf durch Kauf unter die Oberhoheit von Freiburg und wurde der Vogtei Montagny zugeordnet. Nach dem Zusammenbruch des Ancien Régime (1798) gehörte Domdidier während der Helvetik bis 1803 zum Bezirk Avenches, danach zum Bezirk Montagny und ab 1831 zum Bezirk Dompierre, bevor es 1848 in den Bezirk Broye eingegliedert wurde.

## Sehenswürdigkeiten
Die Pfarrkirche Saint-Didier erhielt ihre heutige Gestalt beim Neubau in den Jahren 1837 bis 1842. In Domdidier gibt es zwei Kapellen: die Kapelle Notre-Dame de Compassion, die an der Stelle einer frühchristlichen Kirche aus dem 5. oder 6. Jahrhundert errichtet wurde, und die Kapelle von Coppet. Das Schloss von Domdidier wurde 1527 erbaut. Es ist eine dreigeschossige Anlage mit einem vorgebauten Treppenturm, deren äussere Gestalt seit der Erbauungszeit kaum verändert wurde.

## Persönlichkeiten
- Raphaël Rimaz (1943–2017), Politiker